# Fuentes de Ropel (kommunhuvudort)
Fuentes de Ropel är en kommunhuvudort i Spanien.   Den ligger i provinsen Provincia de Zamora och regionen Kastilien och Leon, i den nordvästra delen av landet, 230 km nordväst om huvudstaden Madrid. Fuentes de Ropel ligger 722 meter över havet och antalet invånare är 563.
Terrängen runt Fuentes de Ropel är platt. Runt Fuentes de Ropel är det glesbefolkat, med 10 invånare per kvadratkilometer. Närmaste större samhälle är Benavente, 11,0 km väster om Fuentes de Ropel. Trakten runt Fuentes de Ropel består till största delen av jordbruksmark.